# اسلیت (مجله)
اسلیت (انگلیسی: Slate) یک مجله آنلاین است که به مسائل روز فرهنگی ایالات متحده می‌پردازد. این مجله که دیدگاهی لیبرال دارد، در سال ۱۹۹۶ بر پا شد و در ابتدا تحت مالکیت مایکروسافت بود. در سال ۲۰۰۴ این مجله توسط شرکت هولدینگ گراهام (که در آن زمان کمپانی واشینگتن پست نامیده می‌شد و مالک واشینگتن پست نیز بود) خریداری شد و در سال ۲۰۰۸ شرکت گراهام یک شرکت جداگانه به نام گروه اسلیت ایجاد کرد که مسئولیت مدیریت این مجله را بر عهده دارد.